# هوفاتاشين (أرارات)
مدينة هوفاتاشين (بالأرمينية:Հովտաշեն) (بالإنجليزية: Hovtashen)‏ هي إحدى المدن التابعة لمقاطعة أرارات في أرمينيا. يقدر عدد سكانها بـ 1075 نسمة حسب الإحصاء الذي جرى عام 2011.